# 小眼高原鳅
小眼高原鳅（学名：Triplophysa microps）为輻鰭魚綱鯉形目條鳅科高原鳅属的鱼类。分布于克什米尔地区的印度河上游及其邻近和一些自流水体以及西藏的象泉河、狮泉河、羌臣摩河、昂拉仁错、吉隆河和波曲河等地，體長可達6.8公分。该物种的模式产地在列城和Phirse溪、属印度河上游。

## 扩展阅读
維基物種上的相關：小眼高原鳅